# Kinmundy
Kinmundy és una població dels Estats Units a l'estat d'Illinois. Segons el cens del 2000 tenia 892 habitants.

## Demografia
Segons el cens del 2000, Kinmundy tenia 892 habitants, 365 habitatges, i 246 famílies. La densitat de població era de 334,4 habitants/km².
Dels 365 habitatges en un 31,5% hi vivien nens de menys de 18 anys, en un 53,4% hi vivien parelles casades, en un 11,2% dones solteres, i en un 32,6% no eren unitats familiars. En el 28,2% dels habitatges hi vivien persones soles el 17% de les quals corresponia a persones de 65 anys o més que vivien soles. El nombre mitjà de persones vivint en cada habitatge era de 2,44 i el nombre mitjà de persones que vivien en cada família era de 3.
Per edats la població es repartia de la següent manera: un 25,6% tenia menys de 18 anys, un 9,4% entre 18 i 24, un 25% entre 25 i 44, un 24% de 45 a 60 i un 16% 65 anys o més.
L'edat mediana era de 38 anys. Per cada 100 dones de 18 o més anys hi havia 86,5 homes.
La renda mediana per habitatge era de 28.500 $ i la renda mediana per família de 37.125 $. Els homes tenien una renda mediana de 31.875 $ mentre que les dones 20.938 $. La renda per capita de la població era de 15.279 $. Aproximadament el 10% de les famílies i el 12,8% de la població estaven per davall del llindar de pobresa.

## Poblacions properes
El següent diagrama mostra les poblacions més properes.